# CrazySexyCool
A CrazySexyCool a TLC amerikai R&B-együttes második albuma. 1994. november 15-én jelent meg az USA-ban és Kanadában, 1995. február 6-án Ausztráliában és április 15-én az Egyesült Királyságban. Az album Grammy-díjat kapott és több mint 15 millió példányban kelt el, az együttes albumai közül a legtöbben. Az Egyesült Államokban gyémántlemez. Szerepel az 1001 lemez, amit hallanod kell, mielőtt meghalsz című könyvben.

## Felvételek
Az együttes 1994 júliusában kezdte meg az akkor még cím nélküli új album felvételeit Babyface, valamint Dallas Austin és pártfogoltjai, Tim and Bob segítségével. Babyface és Austin is írtak dalokat az albumhoz. A közreműködő producerek közt szerepelt még Jermaine Dupri, Organized Noize és a The Hitmen, rapperként pedig szerepel rajta André 3000 az OutKastból. Prince If I Was Your Girlfriend című dalának feldolgozását leszámítva minden dal új szerzemény.
A TLC úgy döntött, első albumukhoz képest kiegyensúlyozottabb, érettebb anyagot vesznek fel, és aktívabb részt vállaltak a munkálatokban. A cím a tagok különböző egyéniségére utal, Lisa Lopes az „őrült” (crazy), Rozonda „Chilli” Thomas a „szexi” és Tionne „T-Boz” Watkins a „laza” (cool).

## Fogadtatása
Míg a legtöbb kritikus dicsérte az album new jack swing és hiphop-ritmusát, leginkább a kortárs soulzenei vonást dicsérték benne. Az album világszerte nagy sikert aratott. Az USA-ban a Billboard 200 harmadik és a Billboard Top R&B/Hip-Hop albumslágerlista második helyén nyitott, a RIAA pedig végül gyémántlemezzé minősítette, mert az Egyesült Államokban több mint 7,2 millió, világszerte 11 millió példányban kelt el. A top 10-be került az Egyesült Királyságban és a legtöbb más olyan országban is, amelyben felkerült a slágerlistára. A CrazySexyCool lett az egyik első R&B-album, amelyről több kislemez is sikert aratott a slágerlistákon; a Creep, a Waterfalls, a Red Light Special és a Diggin’ On You is vezette a MTV Hitlistet a kilencvenes években.
A CrazySexyCool 1996-ban Grammy-díjat kapott legjobb R&B-album kategóriában. A Creep című dalt jelölték legjobb popelőadás duótól vagy együttestől, a Waterfallst pedig az év felvétele kategóriában. Az album számos más díjat és jelölést is kapott (Billboard Music Awards, American Music Awards, MTV Awards, Soul Train Awards).
2003-ban a Rolling Stone magazin a minden idők 500 legjobb albumát felsoroló listáján a 377. helyre sorolta. A magazin ezt írta róla: „Nem ment jól a TLC sora a CrazySexyCool készítésekor: Lisa „Left Eye” Lopes gyújtogatott, az együttes pedig pénzügyi lejtőn tartott a csődeljárás felé. Így is sikerült azonban a legpezsgőbb, leginkább átélt popzenét megalkotni, amit valaha is láttunk a The Supremes óta”.

## Az album dalai
|     | Cím                                               | Szerző(k)                                  | Hossz |
| --- | ------------------------------------------------- | ------------------------------------------ | ----- |
| 1.  | Intro-Lude (feat. Phifeb Dawg)                    | Jermaine Dupri                             | 1:01  |
| 2.  | Creep                                             | Dallas Austin                              | 4:28  |
| 3.  | Kick Your Game                                    | Dupri, Lopes, Seal                         | 4:14  |
| 4.  | Diggin’ On You                                    | Babyface                                   | 4:14  |
| 5.  | Case of the Fake People                           | Dallas Austin                              | 4:04  |
| 6.  | CrazySexyCool – Interlude                         | Combs, Thompson, Watkins                   | 1:42  |
| 7.  | Red Light Special                                 | Babyface                                   | 5:04  |
| 8.  | Waterfalls                                        | Lopes, Ethridge, Organized Noize           | 4:39  |
| 9.  | Intermission-Lude                                 | Dupri                                      | 0:43  |
| 10. | Let’s Do It Again                                 | Babyface, Jon John                         | 4:16  |
| 11. | If I Was Your Girlfriend (feldolgozás)            | Prince                                     | 4:36  |
| 12. | Sexy – Interlude (feat. Puff Daddy)               | Combs, Thomas                              | 1:34  |
| 13. | Take Our Time                                     | Hennings, Killings                         | 4:33  |
| 14. | Can I Get a Witness – Interlude                   | Combs, Rhymes, Thomas                      | 2:57  |
| 15. | Switch (feat. Busta Rhymes)                       | Dupri, Lopes, Seal                         | 3:30  |
| 16. | Sumthin’ Wicked This Way Comes (feat. Andre 3000) | Benjamin, Lopes, Ethridge, Organized Noize | 4:23  |

## Kislemezek
A Creep négy hétig vezette az amerikai Billboard Hot 100 slágerlistát, ezzel 1995 harmadik legsikeresebb és a kilencvenes évek egyik legsikeresebb fala lett. Több mint egymillió példányban kelt el, és listavezető lett a Hot R&B/Hip-Hop Singles & Tracks listán is. A második kislemez, a Red Light Special is top 10 sláger lett a Hot 100-on; ezen és a Hot R&B/Hip-Hop Singles & Tracks listán is a 2. helyig jutott, és Kanadában, illetve az Egyesült Királyságban is top 10 sláger lett. A Waterfalls is vezette a Hot 100-at, és az év végi összesített lista szerint az év második legsikeresebb dala volt. Az utolsó kislemez, a Diggin’ on You az ötödik helyig jutott a Hot 100-on.
- Creep (1994. október 31.)
- Red Light Special (1995. február 21.)
- Waterfalls (1995. május 29.)
- Diggin’ on You (1995. október 30.)

## Közreműködők
- L.A. Reid – producer
- Rico Lumpkins – hangmérnök
- Tionne „T-Boz” Watkins – ének
- Rozonda „Chilli” Thomas – ének
- Lisa „Left Eye” Lopes – ének
- Debra Killings – háttérvokál
- Dave Way – keverés

## Helyezések
| Slágerlista (1994)                   | Adat forrása           | Legmagasabb helyezés | Minősítés        |
| ------------------------------------ | ---------------------- | -------------------- | ---------------- |
| Brit albumslágerlista                | BPI                    | 4                    | Platinalemez     |
| Kanadai albumslágerlista             | CRIA/Nielsen SoundScan |                      | 8× platinalemez  |
| USA Billboard 200                    | Billboard              | 3                    | 11× platinalemez |
| USA Billboard Top R&B/Hip-Hop Albums | Billboard              | 2                    | 11× platinalemez |